# Kattehunden
Kattehunden er en amerikansk animationsserie skabt af Peter Hannan og blev sendt siden 1998 til 2005 på Nickelodeon. Det handler om levetiden af to forbundne brødre, med den ene halvdel er en kat og den anden en hund.